# Henning Carlsson
Henning Alvar Natanael Carlsson (i riksdagen kallad Carlsson i Huskvarna), född 29 maj 1897 i Gränna landsförsamling, Jönköpings län, död 17 april 1972 i Huskvarna församling, Jönköpings län, var en svensk livsmedelsarbetare och politiker (folkpartist).
Henning Carlsson var charkuteriarbetare inom KF mellan 1910 och 1958. Han var också fackligt aktiv och var bland annat ordförande för Svenska livsmedelsarbetareförbundets avdelning 54 i Huskvarna 1942–1948. Han var ledamot av Huskvarna stadsfullmäktige 1943–1966, från 1959 som dess vice ordförande.
Han var riksdagsledamot i andra kammaren för Jönköpings läns valkrets 1957–1964. I riksdagen tjänstgjorde han bland annat i allmänna beredningsutskottet, åren 1957–1960 som suppleant och 1961–1964 som ledamot. Han var främst engagerad i sociala frågor, såsom pensioner och sjukförsäkringar. I riksdagen skrev han 43 egna motioner, företrädesvis om sociala frågor för pensionärer, sjukförsäkring och anslag till länkrörelsen och även om en gemensam TV och radiolicens.